# Louis Buffon
Louis Thomas Buffon (Turín, Italia, 28 de diciembre de 2007) es un futbolista checo-italiano que se desempeña como delantero para el Pisa Sporting Club de la Serie B de Italia.

## Carrera
Buffon empezó su carrera en 2017 en el Sisport FIAT. En 2019, se unió a las canteras del Juventus, jugando para la categoría sub-13. En 2020, se unió al club CBS Scuola Calcio. En la temporada 2022-23, Buffon marcó 17 goles en 20 partidos de liga para la categoría sub-16. El 16 de julio de 2023 se incorporó a las canteras del Pisa Sporting Club.
El 9 de marzo de 2025, Buffon hace su debut profesional en la Serie B en la derrota por 3-2 ante el Spezia Calcio, ingresando desde el banquillo al minuto 84'.

## Carrera internacional
Buffon es elegible para jugar por la selección checa e italiana. Eligió representar a República Checa en la categoría sub-18.

## Vida personal
Louis es hijo del famoso portero italiano, Gianluigi Buffon y la actriz y modelo, Alena Šeredová.
Su segundo nombre, Thomas, es un homenaje al portero camerunés, Thomas N'Kono.